# Đèo Khe Nét
Đèo Khe Nét là đèo trên đường tỉnh 15 và đường sắt Bắc Nam ở bờ bắc Khe Nét xã Kim Hóa huyện Tuyên Hóa tỉnh Quảng Bình, Việt Nam .

## Vị trí
Đèo Khe Nét ở bờ bắc Khe Nét tại thôn Kim Lịch xã Kim Hóa huyện Tuyên Hóa. Đường đèo vượt qua núi Khe Nét, với đường bộ và đường sắt tách biệt nhau, dẫn lên cầu Khe Nét chung cho hai đường .
Đèo Khe Nét là một trong 5 cung đường rất hiểm trở của đường sắt Việt Nam .
Gần đây cầu được xây dựng lại, tách riêng làn đường bộ và đường sắt.
Tại lưng chừng dốc phía bắc của đường sắt có miếu Bà Sơn là nơi thờ thần rừng (thường gồm có Bà Sơn, Bà Thủy) theo tín ngưỡng địa phương . 17°59′34″B 105°55′07″Đ / 17,992778°B 105,918611°Đ

## Chỉ dẫn
1. ↑  Trong tiếng Việt thì "Khe" có nghĩa là sông, suối.

- Bản "Danh mục địa danh dân cư..." ghi là quốc lộ 15 [3]. Tuy nhiên Bản đồ 1:50.000 ghi là đường tỉnh 15 Quảng Bình, còn quốc lộ 15 ở vùng huyện Tuyên Hóa đã nâng cấp thành Đường Hồ Chí Minh.